# Тонгоа
Острів Тонгоа — населений острів у провінції Шефа, Вануату в Тихому океані.

## Географія
Тонгоа — найбільший острів архіпелагу Шеперд. Острів густо вкритий рослинністю і демонструє геотермальну активність. Тонгоа має вулканічне походження, але наразі не має активного вулкана. На острові є численні вулканічні конуси та пляжі з чорним піском. Орієнтовна висота місцевості над рівнем моря становить приблизно 191 метр. На острові є аеропорт — Tongoa Airport (TGH).

## Флора і фауна
Внутрішня частина острова — густий дощовий ліс. Острів названий на честь рослини тонгоа, яка росте в цьому районі. На острові гніздяться мегаподи. Єдиними ссавцями на острові є літаюча лисиця Вануату та тихоокеанська летюча лисиця.

### Територія, важлива для птахів
BirdLife International визнала острів як важливу орнітологічну територію (IBA), оскільки тут живуть популяції ванутських мегаподів, червоночеревих плодових голубів, сіроухих медоїдів, Медови́чка кардиналова, меланезійських мухоловкових, вануатських білооких і червоноголових папуг. На сусідньому острівці Лайка на півночі є гніздова колонія клинохвостого буревісника.

## Населення
Станом на 2015 рік офіційне місцеве населення становило 2243 особи в 454 домогосподарствах, більшість з яких переїхали з Епі, Емае та Макіри до Тонгоа. На острові є 14 сіл. Деякі місцеві жителі розмовляють мовою макура (на макура) і мовою північного ефате (на канаманга).